# داير
داير (بالإنجليزية: Dyer)‏ هي مدينة في بلدة سانت جون، لايك كاونتي، إنديانا، الولايات المتحدة الأمريكية. بلغ عدد السكان 16,390 في تعداد عام 2010.
هذا التجمع السكني يقع ضمن في منطقة شيكاغو العمرانية.
وضعت داير في المرتبة 97 على «أفضل 100 مكان للعيش في الولايات المتحدة» من قبل مجلة ماني وسي إن إن في عام 2005. كانت واحدة من بلديتين في إنديانا تكسب هذا التمييز (الأخرى كانت فيشر خارج إنديانابوليس).

## التركيبة السكانية
حدّد مكتب تعداد الولايات المتحدة بيانات التركيبة السكانية لداير في تعداد الولايات المتحدة. في ما يلي، التركيبة السكانية حسب تعدادي 2000 و2010.

### تعداد عام 2000
بلغ عدد سكان داير 13,895 نسمة بحسب تعداد عام 2000، وبلغ عدد الأسر 4,805 أسرة وعدد العائلات 3,862 عائلة مقيمة في البلدة. في حين سجلت الكثافة السكانية 864.7 نسمة لكل كيلومتر مربع (2,239.6/ميل2). وبلغ عدد الوحدات السكنية 4,900 وحدة بمتوسط كثافة قدره 304.9 لكل كيلومتر مربع (789.7/ميل2).
وتوزع التركيب العرقي للبلدة بنسبة 95.42% من البيض و0.65% من الأمريكيين الأفارقة و0.14% من الأمريكيين الأصليين و1.60% من الأمريكيين ذوي الأصول الآسيوية و0.04% من سكان جزر المحيط الهادئ و1.26% من الأعراق الأخرى و0.90% من عرقين مختلطين أو أكثر و5.01% من الهسبانيون أو اللاتينيون من أي عرق.
بلغ عدد الأسر 4,805 أسرة كانت نسبة 40.4% منها لديها أطفال تحت سن الثامنة عشر تعيش معهم، وبلغت نسبة الأزواج القاطنين مع بعضهم البعض 70.6% من أصل المجموع الكلي للأسر، ونسبة 7.2% من الأسر كان لديها معيلات من الإناث دون وجود شريك،  بينما كانت نسبة 2.6% من الأسر لديها معيلون من الذكور دون وجود شريكة وكانت نسبة 19.6% من غير العائلات. تألفت نسبة 16.4% من أصل جميع الأسر من عدة أفراد يعيشون في نفس المنزل ونسبة 6.1% كانت تتألف من شخص يعيش بمفرده يبلغ من العمر 65 عاماً أو أكثر. وبلغ متوسط حجم الأسرة المعيشية 2.82، أما متوسط حجم العائلات فبلغ 3.19.
بلغ العمر الوسطي للسكان 38.4 عاماً. وكانت نسبة 25.9% من القاطنين تحت سن الثامنة عشر، وكانت نسبة 7.7% بين الثامنة عشر والرابعة والعشرين عاماً، ونسبة 28.1% كانت واقعةً في الفئة العمرية ما بين الخامسة والعشرين والرابعة والأربعين عاماً، ونسبة 25.8% كانت ما بين الخامسة والأربعين والرابعة والستين، ونسبة 10.1% كانت ضمن فئة الخامسة والستين عاماً فما فوق. يوجد لكل 100 أنثى 97.3 ذكر، ويوجد لكل 100 أنثى في الثامنة عشر من عمرها فما فوق 93.2 ذكر.
بلغ متوسط دخل الأسرة في البلدة 63,045 دولارًا، أما متوسط دخل العائلة فبلغ 68,716 دولارًا. وكان متوسط دخل الذكور 51,604 دولارًا مقابل 32,427 دولارًا للإناث. وسجل دخل الفرد الخاص بالبلدة 27,390 دولارًا. وكانت نسبة 2.5% من العائلات ونسبة 3.4% من السكان تحت خط الفقر، وكان من هؤلاء نسبة 3.9% تحت سن الثامنة عشر ونسبة 3% في الخامسة والستين من العمر وما فوق.

### تعداد عام 2010
بلغ عدد سكان داير 16,390 نسمة بحسب تعداد عام 2010، وبلغ عدد الأسر 5,985 أسرة وعدد العائلات 4,552 عائلة مقيمة في البلدة. في حين سجلت الكثافة السكانية 1,019.9 نسمة لكل كيلومتر مربع (2,641.5/ميل2). وبلغ عدد الوحدات السكنية 6,125 وحدة بمتوسط كثافة قدره 381.1 لكل كيلومتر مربع (987.0/ميل2).
وتوزع التركيب العرقي للبلدة بنسبة 90.10% من البيض و2.50% من الأمريكيين الأفارقة و0.24% من الأمريكيين الأصليين و2.93% من الأمريكيين ذوي الأصول الآسيوية و0.02% من سكان جزر المحيط الهادئ و2.45% من الأعراق الأخرى و1.76% من عرقين مختلطين أو أكثر و9.27% من الهسبانيون أو اللاتينيون من أي عرق.
بلغ عدد الأسر 5,985 أسرة كانت نسبة 33.5% منها لديها أطفال تحت سن الثامنة عشر تعيش معهم، وبلغت نسبة الأزواج القاطنين مع بعضهم البعض 63.8% من أصل المجموع الكلي للأسر، ونسبة 8.4% من الأسر كان لديها معيلات من الإناث دون وجود شريك،  بينما كانت نسبة 3.9% من الأسر لديها معيلون من الذكور دون وجود شريكة وكانت نسبة 23.9% من غير العائلات. تألفت نسبة 20.8% من أصل جميع الأسر من عدة أفراد يعيشون في نفس المنزل ونسبة 9.6% كانت تتألف من شخص يعيش بمفرده يبلغ من العمر 65 عاماً أو أكثر. وبلغ متوسط حجم الأسرة المعيشية 2.68، أما متوسط حجم العائلات فبلغ 3.12.
بلغ العمر الوسطي للسكان 42.9 عاماً. وكانت نسبة 23.1% من القاطنين تحت سن الثامنة عشر، وكانت نسبة 7.2% بين الثامنة عشر والرابعة والعشرين عاماً، ونسبة 22.9% كانت واقعةً في الفئة العمرية ما بين الخامسة والعشرين والرابعة والأربعين عاماً، ونسبة 31.3% كانت ما بين الخامسة والأربعين والرابعة والستين، ونسبة 15.5% كانت ضمن فئة الخامسة والستين عاماً فما فوق. وتوزع التركيب الجنسي للسكان بنسبة 48.4% ذكور و51.6% إناث.